# Fabio Meira
Fabio Meira (Goiânia, 19 de setembro de 1979), diretor e roteirista brasileiro, começou no cinema em 2003 como assistente de Ruy Guerra em O Veneno da Madrugada, sendo o filme lançado em 2006. Estreou como diretor no curta Dolores (2005), com Claudia Ohana no papel título. No mesmo ano se mudou para Cuba e integrou a Escola Internacional de Cinema e Televisão de San Antonio de Los Baños. Trabalhou também como assistente de Fernando Trueba e foi aluno de Gabriel Garcia Marquez e Abbas Kiarostami em oficinas de escrita.
As Duas Irenes, seu primeiro longa, inspirado em uma história familiar, estreou no Festival de Berlim em 2017 e recebeu quatro Kikitos no Festival de Gramado, entre eles Melhor Filme pela Crítica. O filme foi exibido em diversos países em dezenas de festivais e ganhou diversos prêmios, como "Melhor Filme de estreia" no Festival de Guadalajara e "Melhor Filme pelo público" na Seminci Valladolid.
Entre os curtas e médias metragem destaque para o documentário Pátria, feito para a ESPN Brasil em 2012 e Atlântico, premiado como melhor curta no Festival de Toulouse em 2009. Seu recente longa-metragem Tia Virgínia estreou no Festival de Gramado protagonizado por Vera Holtz, Arlete Salles e Louise Cardoso. Como roteirista colaborou nos roteiros dos longas Bingo: O Rei das Manhãs, de Daniel Rezende, De Menor de Caru Alves de Souza, entre outros.

## Filmografia
| Ano  | Título                          | Diretor | Roteirista | Produtor | Assistente de Direção | Notas          |
| ---- | ------------------------------- | ------- | ---------- | -------- | --------------------- | -------------- |
| 2024 | Mambembe                        | Sim     | Sim        | Sim      | Não                   | Documentário   |
| 2024 | Paterno                         | Não     | Sim        | Não      | Não                   | Longa-metragem |
| 2023 | Tia Virgínia                    | Sim     | Sim        | Sim      | Não                   | Longa-metragem |
| 2017 | As Duas Irenes                  | Sim     | Sim        | Sim      | Não                   | Longa-metragem |
| 2017 | Bingo: O Rei das Manhãs         | Não     | Sim        | Não      | Não                   | Longa-metragem |
| 2015 | O Discreto Charme de Uma Campeã | Sim     | Sim        | Sim      | Não                   | Telefilme      |
| 2014 | De Menor                        | Não     | Sim        | Não      | Não                   | Longa-metragem |
| 2013 | Novembro                        | Sim     | Sim        | Não      | Não                   | Curta-metragem |
| 2012 | Pátria                          | Sim     | Sim        | Sim      | Não                   | Curta-metragem |
| 2010 | Hoje Tem Alegria                | Sim     | Sim        | Sim      | Não                   | Curta-metragem |
| 2010 | Chico & Rita                    | Não     | Não        | Não      | Sim                   | Longa-metragem |
| 2009 | The Illusion                    | Não     | Sim        | Não      | Não                   | Curta-metragem |
| 2008 | Atlântico                       | Sim     | Sim        | Sim      | Não                   | Curta-metragem |
| 2007 | Adiós a Cuba                    | Sim     | Sim        | Não      | Não                   | Curta-metragem |
| 2006 | O Veneno da Madrugada           | Não     | Não        | Não      | Sim                   | Longa-metragem |
| 2005 | Dolores                         | Sim     | Sim        | Sim      | Não                   | Curta-metragem |

## Prêmios e Indicações
| Ano  | Premiação                                       | Categoria                            | Obra           | Resultado | Ref.   |
| ---- | ----------------------------------------------- | ------------------------------------ | -------------- | --------- | ------ |
| 2024 | Festival Guarnicê de Cinema                     | Melhor Filme (Júri Técnico)          | Mambembe       | Venceu    | [ 16 ] |
| 2024 | Festival Guarnicê de Cinema                     | Melhor Filme (Júri Popular)          | Mambembe       | Venceu    | [ 17 ] |
| 2024 | Festival de Cinema de Vitória                   | Melhor Filme (Júri Técnico)          | Mambembe       | Venceu    | [ 18 ] |
| 2024 | Festival de Cinema de Vitória                   | Prêmio Sesc Glória                   | Mambembe       | Venceu    | [ 19 ] |
| 2024 | FICA                                            | Melhor Filme                         | Mambembe       | Venceu    | [ 20 ] |
| 2024 | FICA                                            | Melhor Montagem                      | Mambembe       | Venceu    | [ 20 ] |
| 2024 | FICA                                            | Melhor Direção                       | Mambembe       | Venceu    | [ 21 ] |
| 2024 | Panorama Internacional Coisa de Cinema          | Melhor Filme                         | Mambembe       | Venceu    | [ 21 ] |
| 2024 | Panorama Internacional Coisa de Cinema          | Melhor Montagem                      | Mambembe       | Venceu    | [ 21 ] |
| 2023 | Festival de Cinema de Gramado                   | Melhor Filme -Júri da Crítica        | Tia Virgínia   | Venceu    | [ 22 ] |
| 2023 | Festival de Cinema de Gramado                   | Melhor Roteiro                       | Tia Virgínia   | Venceu    | [ 22 ] |
| 2023 | Los Angeles Brazilian Film Festival             | Melhor Filme                         | Tia Virgínia   | Indicado  | [ 23 ] |
| 2018 | Grande Prêmio do Cinema Brasileiro              | Melhor roteiro original              | As Duas Irenes | Indicado  |        |
| 2018 | Prêmio Guarani de Cinema Brasileiro             | Filme do ano                         | As Duas Irenes | Indicado  | [ 24 ] |
| 2018 | Prêmio Guarani de Cinema Brasileiro             | Melhor diretor                       | As Duas Irenes | Indicado  | [ 24 ] |
| 2018 | Prêmio Guarani de Cinema Brasileiro             | Melhor roteiro original              | As Duas Irenes | Venceu    | [ 24 ] |
| 2017 | Festival de Gramado                             | Melhor roteiro                       | As Duas Irenes | Venceu    | [ 25 ] |
| 2017 | Festival de Gramado                             | Prêmio da Crítica                    | As Duas Irenes | Venceu    | [ 25 ] |
| 2017 | Festival Internacional de Cinema de Berlim      | Melhor filme de estreia              | As Duas Irenes | Indicado  | [ 26 ] |
| 2017 | Festival Internacional de Cinema de Berlim      | Urso de Cristal                      | As Duas Irenes | Indicado  | [ 26 ] |
| 2017 | Festival Internacional de Cinema de Guadalajara | Melhor filme de estreia              | As Duas Irenes | Venceu    |        |
| 2017 | Festival Internacional de Cinema de Guadalajara | Opera Prima                          | As Duas Irenes | Venceu    |        |
| 2017 | Festival Ícaro de Cinema                        | Melhor filme internacional de ficção | As Duas Irenes | Venceu    |        |
| 2017 | Festival de Cinema de Milão                     | Melhor filme                         | As Duas Irenes | Venceu    |        |
| 2017 | Festival de Cinema de Milão                     | Competição Internacional             | As Duas Irenes | Indicado  |        |
| 2017 | Festival Internacional de Cinema de Seattle     | Competição Ibero-Americana           | As Duas Irenes | Indicado  |        |
| 2017 | Semana Internacional de Cine de Valladolid      | Melhor filme                         | As Duas Irenes | Venceu    |        |
| 2007 | Festival Vale del Yumuri                        | Melhor Primeiro Filme                | Adiós a Cuba   | Venceu    | [ 15 ] |
| 2007 | Festival Vale del Yumuri                        | Melhor Documentário                  | Adiós a Cuba   | Venceu    | [ 15 ] |
| 2007 | Festival Vale del Yumuri                        | Melhor Roteiro                       | Adiós a Cuba   | Venceu    | [ 15 ] |